# غوردون إس. وود
غوردون إس. وود (بالإنجليزية: Gordon S. Wood)‏ هو كاتب ومؤرخ أمريكي، ولد في 27 نوفمبر 1933 في كونكورد في الولايات المتحدة.

## وصلات خارجية
- غوردون إس. وود على موقع IMDb (الإنجليزية)
- غوردون إس. وود على موقع إن إن دي بي (الإنجليزية)
- غوردون إس. وود على موقع ديسكوغز (الإنجليزية)